# Jerej
Jerej (řecky Ἱερεύς – obětník, rusky Иере́й) je nižší svěcení duchovních v pravoslavné církvi a v některých východních katolických církvích. Termín je převzatý z řečtiny, kde původně značil obětníka, kněze.

## Tituly
V pravoslavné církvi se někdy mylně dává označení bílému duchovenstvu (neboli ženatým duchovním) titul „ctihodný (преподобный)“ nebo „высокопреподобный“ (podle katolického). Nicméně v obřadním či oficiálním jazyce se jerejové obvykle oslovují „Vaše Důstojnosti (Ваше Преподобие)“, protojerejové „Vaše Vysokodůstojnosti (Ваше Высокопреподобие)“.
Archijerej je označení pro biskupa.